# Zilahy György-díj
A Zilahy György díjat az 1966-ban 37 évesen elhunyt Zilahy György magyar festő, grafikus művész, szakkörvezető, a Tiszacsegei és Tokaji Művésztelep tanára emlékére hozták létre.

## Adományozó
A Magyar Művészeti Akadémia Képzőművészeti Tagozatának és a Tokaji Művésztelep díja.
A képzőművészetben kimagasló teljesítményt nyújtó alkotó munkájának elismeréséül kapja. 
Évente 2-3 elismerést osztanak ki.

## A díj
Kitüntetésként elismert díj. A díjazott a pénzjutalommal járó kitüntetés mellett egy tűzománcból készített plakettet és egy oklevelet vehet át. Minden év júniusának utolsó szombatján, a Tokaji Művésztelep rendhagyó kiállításának megnyitóján, Dr. Bánszki Pál művészet történész adja át ünnepélyes keretek között.